# Synchronicity (牧野由依單曲)
《synchronicity》是日本女性聲優牧野由依的第6張單曲。2007年11月21日由Flying DOG發行。

## 解說
《synchronicity》是OVA《TSUBASA翼 TOKYO REVELATIONS》選用的片頭主題曲，由梶浦由記作詞、作曲。也是自從牧野她的首張單曲《Amrita》以來，相隔2年再度獲得《TSUBASA翼》動畫系列選用成為動畫主題歌曲的第2首單曲。至於B面「Amrita」與單曲版《Amrita》不一樣的是，這裡的版本是牧野親自參加編曲的歌曲，並以獨奏獨唱和獨特的輕快節奏形式錄製收錄。
後來，梶浦親自擔任企畫製作，成立女子音樂組合FictionJunction，錄製了表題曲「synchronicity」的FictionJunction翻唱版，並收錄在她們的專輯《Everlasting Songs》裡（負責主唱的成員為KEIKO）。

## 收錄歌曲
1. synchronicity [5:24]
  - 作詞、作曲、編曲：梶浦由記
  - OVA《TSUBASA翼 TOKYO REVELATIONS》片頭主題曲
2. Amrita -獨奏獨唱- [4:40]
  - 作詞、作曲：狩野香織（日语：かの香織），編曲：牧野由依、瀧澤俊輔
  - 同名首張單曲表題曲的獨奏獨唱形式重編版
3. synchronicity -Instrumental-

## 收錄專輯
| 曲名    | 收錄專輯 | 發行日期      | 備註                                                           |
| ------- | -------- | ------------- | -------------------------------------------------------------- |
| Spirale | 《》     | 2008年3月26日 | 牧野由依的個人第2張原創專輯 以本名轉化成片假名作名稱發行的專輯 |